# Система охлаждения комплекса Понтнув — Конин
Система охлаждения комплекса Понтнув – Конин – гидротехнический комплекс в Польше, который позволяет обеспечить охлаждение двух тепловых электростанций без использования традиционных градирен. 
В конце 1960-х между Лодзью и Познанью построили комплекс из двух ТЭС Понтнув и Конин. Для их охлаждения использовали группу природных озёр, при этом с помощью каналов общей длиной почти три десятка километров создали сложную систему движения воды, которая позволяет вовлекать в работу до 5 (в зависимости от времени года) водоёмов. Общая площадь поверхности используемых озёр составляет 12 км2.
Система использует группу водоёмов, расположенных на трассе Слесинского канала (Kanał Ślesiński), который является частью водного пути между Вислой и Вартой. Этот путь при своём спуске от озера Гопло (на правом притоке Варты реке Нотець) к Варте проходит через озёра Слесинское, Микожинское и Понтнувское. Из последнего по каналу длиной 2,1 км ресурс охлаждённой воды поставляется к ТЭС Понтнув, площадка которой находится на берегу Гославского озера (расположенного непосредственно к западу от Понтнувского). 
Отработанная вода, требующая охлаждения, направляется в обратном направлении по главному отводному каналу длиной около 9,5 км, который на начальном этапе идёт вдоль края Гославского озера и через переливные пороги может сбрасывать часть ресурса в него. Тёплая вода движется к расположенному в 4 км противоположному краю Гославского озера и остывает достаточно, чтобы быть принятой в еще один водозаборный канал ТЭС Понтнув длиной 2,7 км.
На своём пути главный канал несколько раз пересекается с другими водными сооружениями: сначала он проходит над водозаборным каналом от Понтнувского озера, затем под водозаборным каналом ТЭС Конин (также проложен от Понтнувского озера и имеет длину 1,8 км) и, наконец, под Слесинским каналом. Проходя мимо конинской электростанции (через 4 км после выхода из ТЭС Понтнув) канал принимает тёплую воду и от неё через отводной канал длиной 0,9 км. 
Практически обойдя с юга Понтнувское озеро, главный канал сбрасывает в него часть ресурса через переливной порог и короткое ответвление длиной 0,3 км. При этом расстояние по отводному каналу между ТЭС Понтнув и этим ответвлением составляет 6 км, точка выхода в озеро удалена от водозаборного канала ТЭС Понтнув более чем на 3 км, а от аналогичного сооружения ТЭС Конин на 2,5 км.
Вскоре от трассы отходит значительно большее боковое ответвление длиной 5,3 км, которое направляется в северном направлении вдоль восточного берега Понтнувского, а затем и Микоржинского озёр (при этом существует несколько промежуточных сбросных сооружений, которые позволяют равномерно распределять тёплую воду по их акватории). На завершающих двух километрах этот элемент системы отделён от Микоржинского озера узкой дамбой, а затем и вовсе бетонной стенкой. Точка выхода канала к Микоржинскому водоёму находится в 7,5 км от водозабора ТЭС Понтнув.
Что касается главного канала, то он продолжает направляться на восток и наконец завершается в Лихенском озере, которое лежит восточнее Понтнувского и соединено с ним протокой (под последней, кстати, проходит упомянутое только что ответвление для сброса тёплой воды в Микоржинское озеро). Точка соединения канала с Лихенским озером находится в 6,5 км от водозабора ТЭС Понтнув.
Впрочем, в тёплый сезон с июня по октябрь циркуляции воды через указанные четыре озера бывает недостаточно, поэтому в этот период подключают дополнительный контур охлаждения. Из Лихенского озера на север ведёт канал длиной 6,1 км, в одном из пунктов которого находится насосная станция, которая позволяет поднять воду достаточно, чтобы сбросить её в Слесинское озеро. Оттуда по трассе Слесинского канала вода попадает в Микожинское, а затем и в Понтновское озеро, охлаждаясь на своём пути. Расстояние от выхода канала до Слесинского озера и водозабором ТЭС Понтнув составляет 14 км.